# 瞳の中の悪魔
『眼の中の悪魔』（ひとみのなかのあくま）は、1984年にテレビ朝日系「土曜ワイド劇場」で放送されたテレビドラマ。主演は沢田亜矢子。

## キャスト
- 宮内洋子（事故で両目の視力を失った主婦） - 沢田亜矢子
- 平泉隆二（精神科医） - 仲谷昇
- 宮内和彦（洋子の夫） - 西岡德馬
- 手塚（眼科の執刀医） - 長谷川哲夫
- 看護婦 - 来路史圃、日柳佐貴子、岡本聖子、米山由季子
- 受付嬢 - 橘妃呂子
- 和彦の部下 - 千葉弘二
- ピアニスト - 山村千夏
- ウェイター - 高橋義治
- 本山（宮内の会社の部長） - 滝田裕介
- 稲田美沙子（稲田の妻・故人） - 萩尾みどり
- 稲田浩介（写真展の写真の撮影者） - 黒沢年男

## スタッフ
- 脚本 - 田坂啓
- 監督 - 井上芳夫
- 音楽 - 津島利章
- プロデューサー - 関口恭司、稲垣健司、宍倉徳子
- 制作 - テレビ朝日、円谷プロダクション